# Republik Utrecht
Die Republik Utrecht  war von 1852 bis zum 8. Mai 1858 eine unabhängige Burenrepublik in der heutigen südafrikanischen Provinz KwaZulu-Natal. Die 32 km mal 64 km große Burenrepublik wurde wie ihre Hauptstadt nach der weit größeren Stadt Utrecht in den Niederlanden benannt.
Im Jahr 1848 wurde die Republik Kliprivier von England besetzt. Etwa zwei Drittel der Voortrekkers in Natal zogen daraufhin weiter nach Norden in das Gebiet, das später als Oranje-Freistaat und Transvaal bekannt wurde. 1852 tauschten Voortrekker-Siedler 100 Stück Vieh beim Zulu-König Mpande für Schürfrechte im Zululand. Jedoch beanspruchten die Siedler schon 1854 das Land als Eigentum und gründeten im Jahre 1852 östlich des Buffalo River die Republik Utrecht.
Aufgrund ihrer geringen Bevölkerung und der burischen Abneigung gegen zentrale Regierungen wurde sie durch einen Landdrost (Friedensrichter) regiert:
- 1852–1855: Andreas Theodorus Spies (1800–1889), rief die Republik aus
- 1855–Februar 1856: Johannes Christoffel Steyn
- Februar 1856–8. Mai 1858 Andreas Theodorus Spies (zum zweiten Mal)

Am 8. Mai 1858 wurde die Republik in die Republik Lydenburg integriert und zusammen mit ihr 1860 in die Südafrikanische Republik (ZAR).
Schließlich wurde das Gebiet unter dem anglo-burischen Vertrag vom 31. Mai 1902 der britischen Kolonie Natal einverleibt, zusammen mit den Vryheid-Gebieten.